# Cylistella cuprea
Espèce
Synonymes
- Rhanis cuprea Simon, 1864

Cylistella cuprea est une espèce d'araignées aranéomorphes de la famille des Salticidae.

## Distribution
Cette espèce est endémique du Brésil. Elle se rencontre dans la forêt atlantique.
Sa présence est incertaine dans la province de Misiones en Argentine,.

## Description
Le mâle décrit par Peckham et Peckham en 1895 mesure 2,2 mm et la femelle 2,2 mm.
Le mâle décrit par Galiano en 1963 mesure 1,49 mm.

## Systématique et taxinomie
Cette espèce a été décrite sous le protonyme Rhanis cuprea par Simon en 1864. Elle est placée dans le genre Coccorchestes par Peckham et Peckham en 1895 puis dans le genre Cylistella par Simon en 1901.

## Publication originale
- Simon, 1864 : Histoire naturelle des araignées (aranéides). Paris, p. 1-540 (texte intégral).